# 1. kolovoza
1. kolovoza (1. 8.) 213. je dan godine po gregorijanskom kalendaru (214. u prijestupnoj godini).
Do kraja godine imaju još 152 dana.

## Događaji
- 527. – Justinijan I. postao je bizantski car i krenuo u ponovno osvajanje Zapada.
- 1205. – Ugarsko-hrvatski kralj Andrija II. dao Ninu status slobodnog kraljevskog grada.
- 1774. – Carl Wilhelm i Joseph Priestley otkrili element kisik.
- 1778. – Osnovana prva štedionica (Sparkasse) na svijetu. Bila je to Opća opskrbna ustanova u Hamburgu.[1]
- 1936. – Otvorene olimpijske igre u Berlinu.
- 1937. – u Anindolu kod Samobora osnovana Komunistička partija Hrvatske.
- 1941. – Proizvodnja prvog Jeep-a.
- 1944. – Posljednji datum koji je Ana Frank unijela u svoj dnevnik.
- 1944. – Izbio je Varšavski ustanak protiv njemačke okupacije. U ustanku je pobijeno četvrt milijuna ljudi, a Varšava je sravnjena sa zemljom.
- 1946. – Osnovan nogometni klub U.C. Sampdoria.
- 1960. – Benin se osamostalio od Francuske.
- 1960. – Aretha Franklin (18. god.) kao pjevačica crkvenih pjesama, snima svoje prve pop snimke za Columbia Records.
- 1981. – Glazbena televizija MTV započela s emitiranjem.
- 1991. – Pripadnici JNA i srpskih paravojnih postrojbi počinili pokolj nad Hrvatima u Dalju ubivši i izmasakriravši između 56 i 57 branitelja i civila.
- 2010. – Objavljeno otkriće podmorske rijeke u Crnom moru.
- 2012. – Ministar zdravlja Rajko Ostojić pokrenuo e-listu čekanja.
- 2016. – Stranka Hrvatska zora stranka naroda Milana Kujundžića i stranka HRID Drage Prgometa ukidaju se te njihovi članovi prelaze u HDZ. Riječ je bila o stranačkim fuzijama uoči izvanrednih parlamentarnih izbora, nakon kojih je Kujundžić postao ministar zdravstva, a Prgomet kandidat HDZ-a za gradonačelnika Zagreba.
- 2018. – U Veloj Luci, na groblju sv. Roka, pokopan hrvatski glazbenik Oliver Dragojević.
- 2019. – Nezapamćen masakr na zagrebačkoj Kajzerici: Taksist i diler drogom Ivan Nađ (36) vjerojatno zbog ljubomore ilegalnim pištoljem ubio bivšu partnericu, njenog desetogodišnjeg sina, roditelje te sestru i sestrinog dečka pa pobjegao. Nakon policijske opsade u Brezovici počinio samoubojstvo.

| - 10. pr. Kr. – Klaudije, rimski car († 54.) - 1744. – Jean-Baptiste Lamarck, francuski znanstvenik († 1829.) - 1819. – Herman Melville, američki književnik († 1891.) - 1844. – Armin Šrabec, hrvatski klasični filolog, violončelist i skladatelj († 1876.) - 1907. – Radoslav Akerman, hrvatski ginekolog židovskog porijekla († 1987.) - 1917. – Mladen Bašić, hrvatski pijanist i dirigent († 2012.) - 1920. – Henrietta Lacks, iz njezinih je stanica uzgojena prva linija ljudskih besmrtnih stanica (HeLa) († 1951.) - 1920. – Zhou Xuan, kineska pjevačica i glumica († 1957.) - 1921. – Pavao Bačić, hrvatski književnik i skladatelj († 1984.) - 1922. – Phil Bosmans, belgijski svećenik i književnik - 1924. – Abdullah bin Abdulaziz al-Saud, saudijski kralj († 2015.) - 1930. – Pierre Bourdieu, francuski sociolog, antropolog i filozof († 2002.) - 1936. – Yves Saint-Laurent, francuski modni kreator - 1941. – Ron Brown, američki političar († 1996.) - 1942. – Giancarlo Giannini, talijanski glumac - 1952. – Zoran Đinđić, srpski političar, premijer 2001. – 2003. († 2003.) - 1979. – Jason Momoa, američki glumac - 1981. – Dragan Blatnjak, bosanskohercegovački nogometaš - 1984. – Bastian Schweinsteiger, njemački nogometaš | - 30. pr. Kr. – Marko Antonije, rimski političar i general (* 83. pr. Kr.) - 527. – Justin I., bizantski car (* 450.) - 1137. – Luj VI., francuski kralj (* 1081.) - 1457. – Lorenzo Valla, talijanski humanist, pisac, retoričar i svećenik (* oko 1407.) - 1464. – Cosimo de' Medici, talijanski bankar i političar, vladar Firence (* 1389.) - 1628. – Juraj Baraković, hrvatski pjesnik (* 1548.) - 1714. – Ana, kraljica Velike Britanije (* 1665.) - 1787. – Alfons Liguori, talijanski svetac (* 1696.) - 1889. – Ivan Kukuljević Sakcinski, hrvatski političar, književnik i povjesničar (* 1816.) - 1896. – William Robert Grove, velški sudac i fizičar (* 1811.) - 1906. – Anna Vickers, francuska biologinja (* 1852.) - 1936. – Louis Blériot, francuski inženjer i letač (* 1872.) - 1944. – Manuel L. Quezon, filipinski vojnik i političar, predsjednik 1935. – 1944. (* 1878.) - 1963. – Theodore Roethke, američki pjesnik (* 1908.) - 1970. – Otto Heinrich Warburg, njemački liječnik, nobelovac (* 1883.) - 1972. – Pero Pirker, hrvatski političar (* 1927.) - 1973. – Walter Ulbricht, njemački političar i državnik (* 1893.) - 1990. – Ervina Dragman, hrvatska glumica (* 1908.) - 1990. – Norbert Elias, njemačko-britanski sociolog (* 1897.) - 1995. – Mirko Božić, hrvatski književnik (* 1919.) - 2005. – Fahd bin Abdulaziz Al Saud, kralj Saudijske Arabije (* 1921. ili 1923.) - 2006. – Mate Relja, hrvatski redatelj i scenarist (* 1922.) - 2009. – Corazon Aquino, filipinska političarka i prva predsjednica 1986. – 1992. (* 1933.) |

## Blagdani i spomendani
- sv. Alfons Liguori

## Manifestacije
- Magareće trke u Tribunju